# Dieter Hecking
Dieter Hecking (Castrop-Rauxel, 12 de septiembre de 1964) es un exfutbolista y entrenador de fútbol alemán. Actualmente dirige al VfL Bochum de la Bundesliga.

## Trayectoria

### Como jugador
En su época de futbolista, Hecking se desempeñaba como centrocampista. Debutó profesionalmente con el Borussia Mönchengladbach en 1983 y se retiró 17 años más tarde, siendo jugador del Eintracht Brunswick.
También fue internacional absoluto con Alemania en 12 ocasiones en las que marcó 8 goles.

### Como entrenador

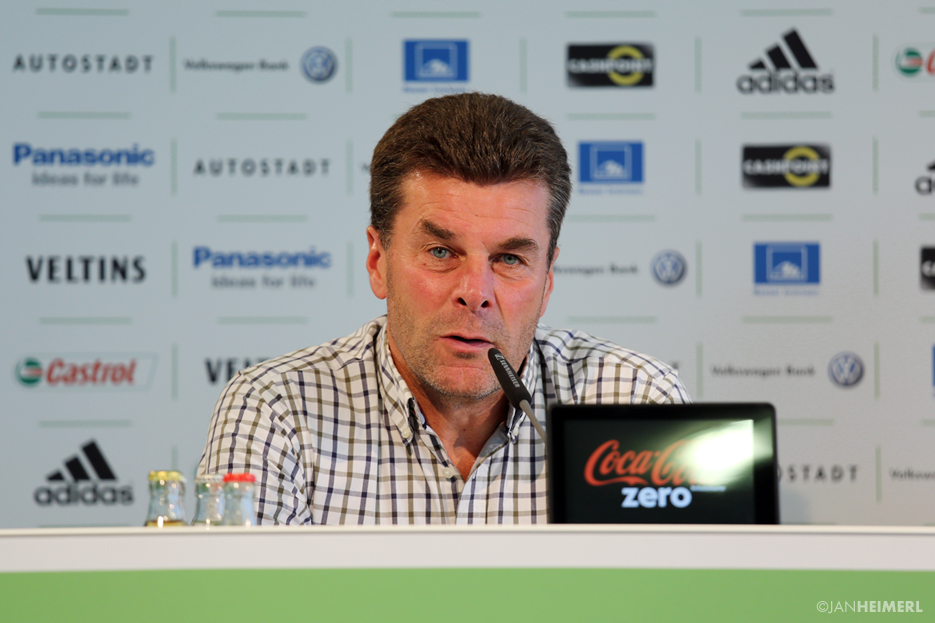
Hecking durante una confrerencia de prensa.

Comenzó su carrera como entrenador en 2000, al frente del modesto SC Verl. Luego pasó por el VfB Lübeck, al que ascendió a la 2. Bundesliga; y por el Alemannia Aquisgrán.

#### Hannover 96
El Hannover 96 fichó a Hecking en septiembre de 2006, después de un pobre comienzo de campeonato; y con su llegada remontó posiciones y terminó 11.º en la Bundesliga 2006-07, además de llegar a cuartos de final de la Copa de Alemania. 
Posteriormente, logró dirigir al equipo al 8.º lugar en la Bundesliga 2007-08 y de nuevo al 11.º en la Bundesliga 2008-09. Pero finalmente, después de cosechar malos resultados (un empate y una derrota) en el arranque de la Bundesliga 2009-10 y ser eliminado en la Copa, Hecking dimitió.

#### Núremberg
El 22 de diciembre de 2009, Hecking fue nombrado como el nuevo técnico del F.C. Núremberg, en sustitución de Michael Oenning. Logró la permanencia con dicho equipo al terminar 16.º en la Bundesliga y vencer en el "play-off" de ascenso y descenso, y en las dos siguientes temporadas apenas se sufrió, ya que lo dirigió al 6.º y 10.º lugar de la clasificación.

#### Wolfsburgo
En diciembre de 2012, Hecking dejó el club para convertirse en entrenador del VfL Wolfsburgo, al que sacó de las últimas posiciones y lo dejó en una cómoda 11.ª posición en la Bundesliga 2012-13.
Pero la temporada 2013-14 fue todavía mejor, ya que el equipo alemán luchó hasta el final por clasificarse para la Liga de Campeones, aunque finalmente tiene que conformarse con el acceso a la Liga Europa.
El equipo de Hecking seguía mejorando y en la primera parte de la Bundesliga 2014-15 se sitúa segundo, por detrás del Bayern de Múnich, asegurándose la clasificación directa para la Liga de Campeones a falta de dos jornadas para el final del campeonato. Para redondear esta gran temporada, el VfL Wolfsburgo gana la primera Copa de Alemania de su historia.
El Wolfsburgo comenzaba la temporada 2015-16 ganando la Supercopa de Alemania al Bayern de Múnich, y renovando el contrato de Hecking como técnico del club unos días después. En la Bundesliga 2015-16, el equipo de la Baja Sajonia no se muestra tan competitivo y termina la primera vuelta como 7.º clasificado. No obstante, en Champions, el equipo muestra un enorme nivel, llegando por primera vez en su historia a los cuartos de final, donde fue eliminado por el Real Madrid por un resultado global de 3-2. Finalmente, el Wolfsburgo concluyó la temporada como 8.º clasificado de la Bundesliga.
El 17 de octubre de 2016, Hecking fue cesado en sus funciones al frente del Wolfsburgo, tras sufrir un mal comienzo en la 1. Bundesliga 2016-17 (una victoria, tres empates y tres derrotas en 7 partidos).

#### Borussia Mönchengladbach
El 22 de diciembre de 2016, Hecking relevó a André Schubert al frente del Borussia Mönchengladbach. Dirigió al conjunto alemán en la Liga Europa, donde fue eliminado en octavos de final por la regla del gol de visitante ante el Schalke 04; y lo llevó a la 9.ª posición en la Bundesliga. En el curso siguiente, el equipo de Hecking volvió a obtener el 9.º puesto en la clasificación final de la Bundesliga. El 23 de noviembre de 2018, tras completar un gran inicio de temporada que llevó al Borussia Mönchengladbach a ocupar las primeras posiciones en la Bundesliga, amplió su contrato con el club por un año más. Sin embargo, el 2 de abril de 2019, anunció que no iba a continuar en el cargo la próxima temporada. Se despidió del equipo germano asegurando la 5.ª posición en la última jornada de la Bundesliga.

#### Hamburgo
El 29 de mayo de 2019, Hecking se incorporó al Hamburgo S.V., equipo que acababa de descender a la 2. Bundesliga. El 4 de julio de 2020, abandonó el equipo al no conseguir el ascenso a la Bundesliga.

#### Vuelta a Núremberg
Tras dejar Hamburgo, Hecking regresó al F.C. Núremberg y sustituyó a Robert Palikuča como director deportivo en julio de 2020.En febrero de 2023, asumió el puesto de entrenador interino hasta el final de la temporada 2022-23 después del despido de Markus Weinzierl.El club sólo consiguió la permanencia en la 2. Bundesliga en la última jornada de la temporada, y algunos aficionados exigieron más tarde su renuncia que se terminó concretando.

#### Bochum
El 4 de noviembre de 2024, fue anunciado como entrenador del VfL Bochum hasta el final de la temporada. En mayo de 2025, su equipo descendió a la 2. Bundesliga tras perder ante el 1. F.S.V. Mainz 05 en la penúltima jornada.

## Clubes

### Como jugador
| Club                     | País     | Año       |
| ------------------------ | -------- | --------- |
| Borussia Mönchengladbach | Alemania | 1983-1985 |
| Hessen Kassel            | Alemania | 1985-1990 |
| Waldhof Mannheim         | Alemania | 1990-1992 |
| VfB Leipzig              | Alemania | 1992-1994 |
| TuS Paderborn-Neuhaus    | Alemania | 1994-1996 |
| Hannover 96              | Alemania | 1996-1999 |
| Eintracht Brunswick      | Alemania | 1999-2000 |

### Como entrenador
| Club                     | País     | Año           | P   | PG  | PE  | PP  | % v.   |
| ------------------------ | -------- | ------------- | --- | --- | --- | --- | ------ |
| SC Verl                  | Alemania | 2000-2001     | 20  | 8   | 7   | 5   | 51.67% |
| VfB Lübeck               | Alemania | 2001-2004     | 181 | 82  | 38  | 61  | 52.3%  |
| Alemannia Aachen         | Alemania | 2004-2006     | 83  | 42  | 14  | 27  | 56.22% |
| Hannover 96              | Alemania | 2006-2009     | 109 | 39  | 30  | 40  | 44.95% |
| F.C. Núremberg           | Alemania | 2009-2012     | 112 | 42  | 23  | 47  | 44.35% |
| VfL Wolfsburgo           | Alemania | 2012-2016     | 164 | 80  | 41  | 43  | 57.11% |
| Borussia Mönchengladbach | Alemania | 2016-2019     | 98  | 43  | 23  | 32  | 51.7%  |
| Hamburgo S.V.            | Alemania | 2019-2020     | 36  | 15  | 12  | 9   | 52.78% |
| F.C. Núremberg           | Alemania | 2023          | 14  | 4   | 4   | 5   | 40.48% |
| VfL Bochum               | Alemania | 2024-presente |     |     |     |     |        |
| Total                    | Total    | Total         | 817 | 355 | 192 | 269 | 51.29% |
| Fuente                   |          |               |     |     |     |     |        |

## Palmarés

### Como entrenador
| Título                 | Club           | País     | Año     |
| ---------------------- | -------------- | -------- | ------- |
| Regionalliga Nord      | VfB Lübeck     | Alemania | 2001/02 |
| Schleswig-Holstein Cup | VfB Lübeck     | Alemania | 2002    |
| Copa de Alemania       | VfL Wolfsburgo | Alemania | 2015    |
| Supercopa de Alemania  | VfL Wolfsburgo | Alemania | 2015    |

### Distinciones individuales
| Distinción                     | Año  |
| ------------------------------ | ---- |
| Entrenador del Año en Alemania | 2015 |